# Geranium wlassovianum
Geranium wlassovianum là một loài thực vật có hoa trong họ Mỏ hạc. Loài này được Fisch. ex Link mô tả khoa học đầu tiên năm 1822.

## Hình ảnh

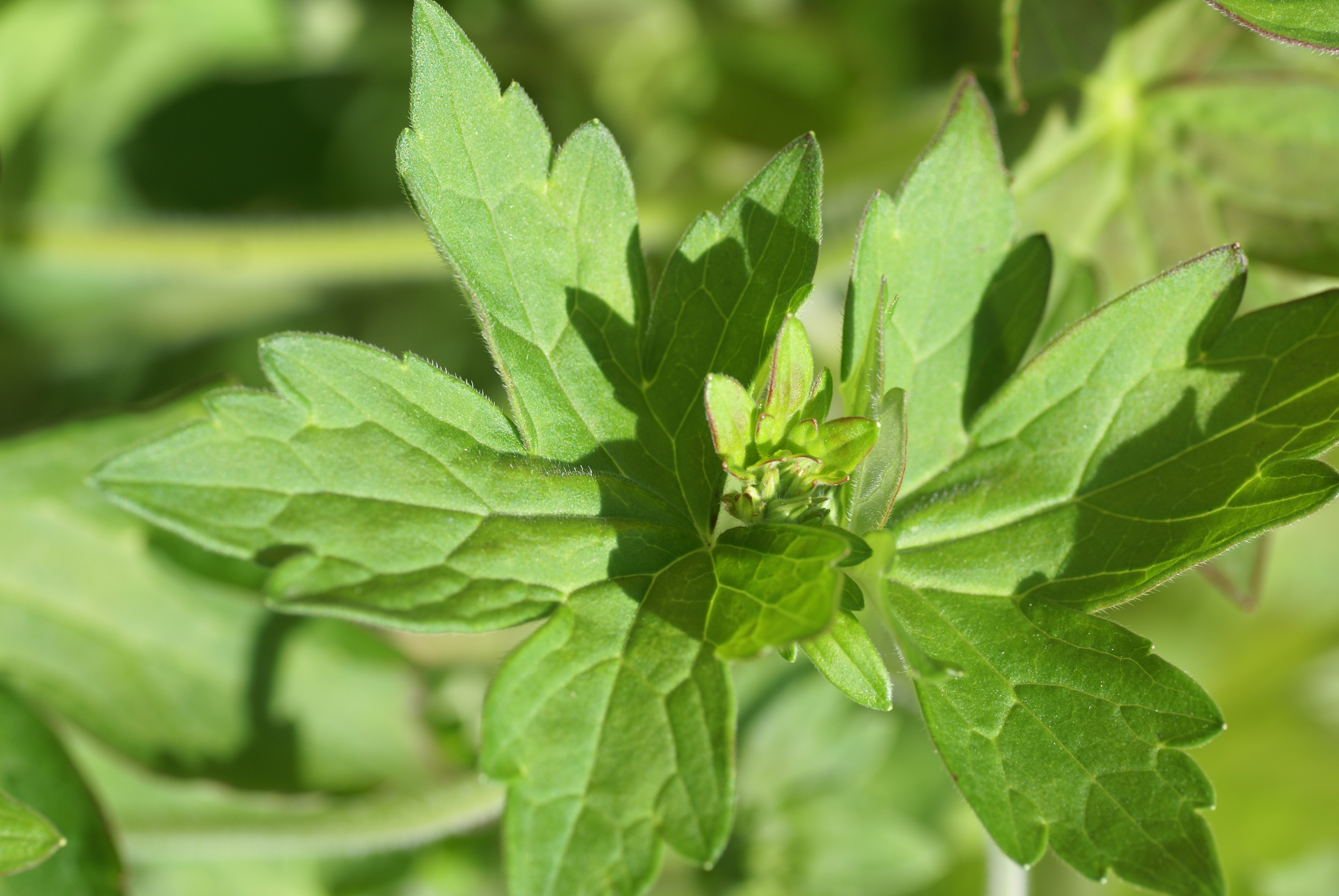
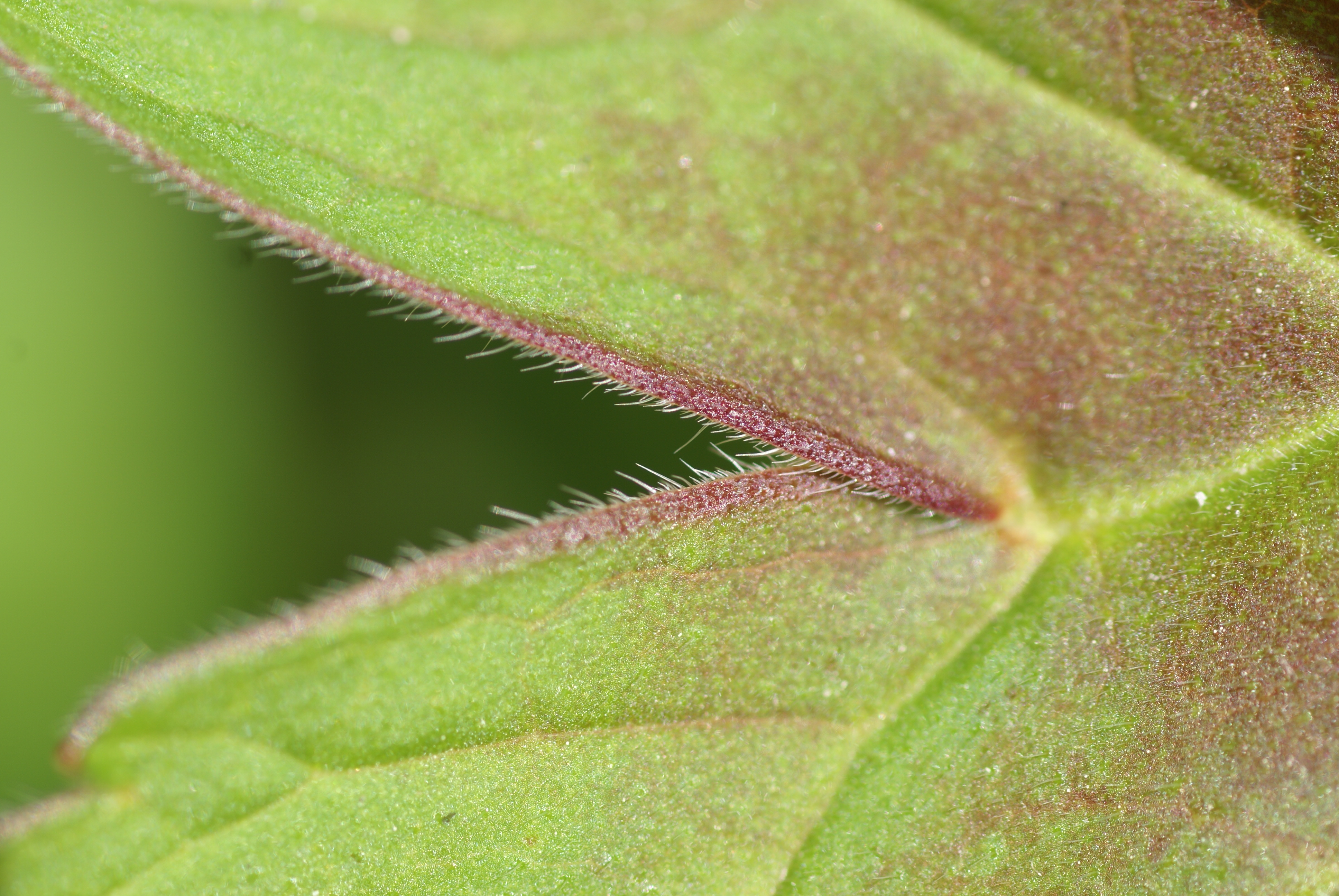
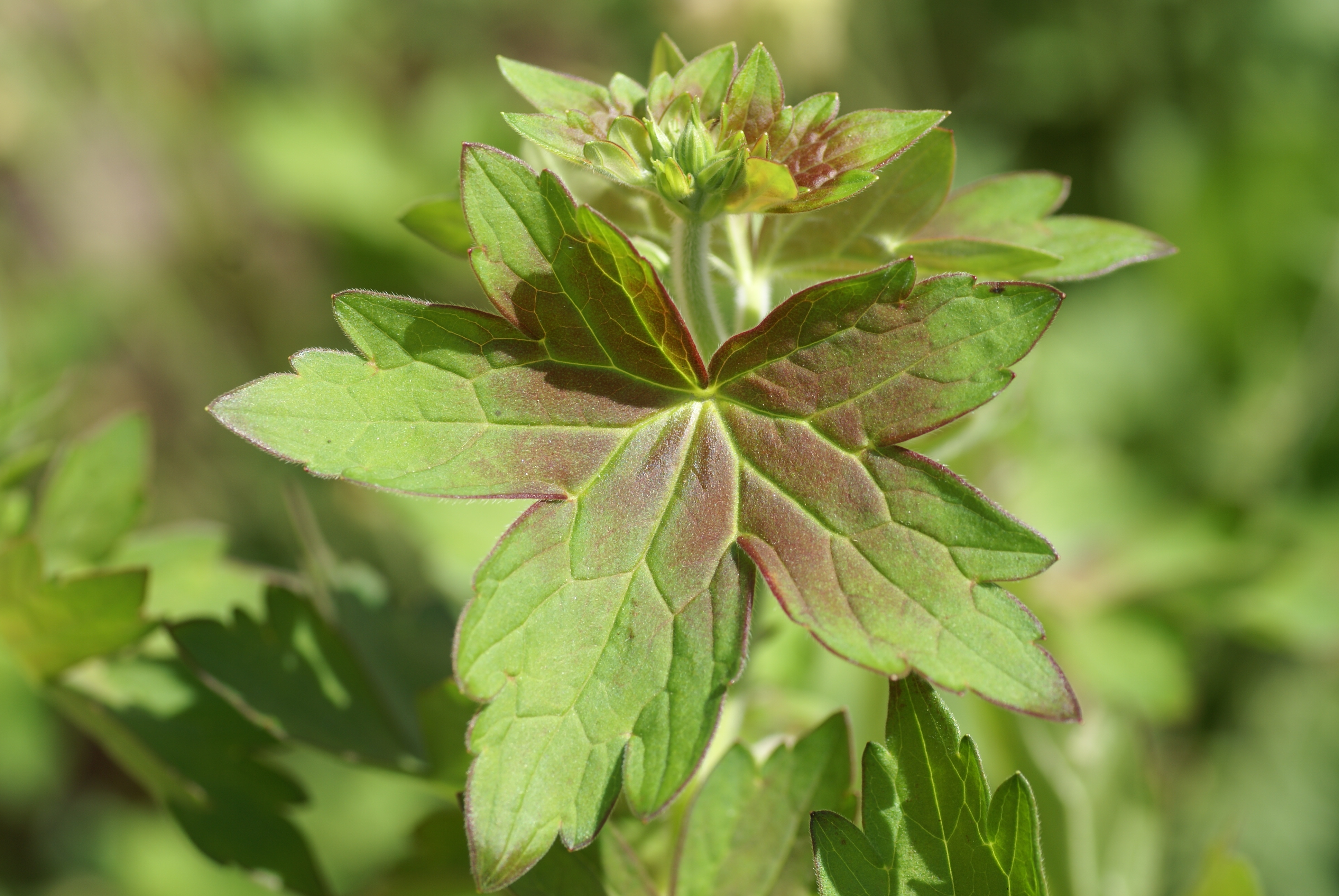
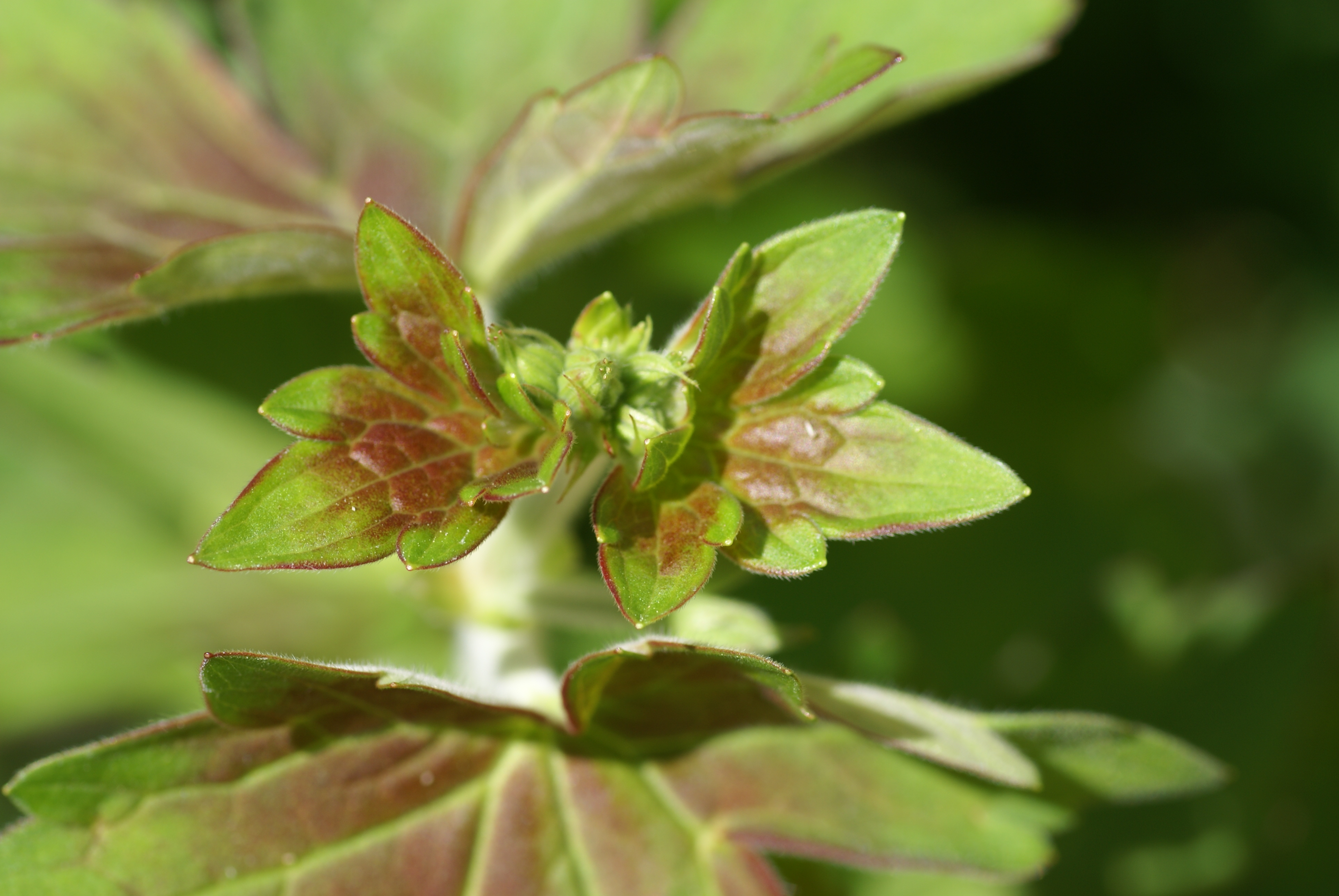